# Поштовање
Поштовање је позитиван осећај или радња која се показује према некоме или нечему што се сматра важним, или коју поштује. То преноси осећај дивљења због добрих или вредних квалитета а то је и процес одавања части некоме испољавањем бриге, забринутости или бриге о његовим потребама или осећањима.
Неки људи могу заслужити поштовање појединаца помажући другима или играјући важне друштвене улоге. У многим културама појединци се сматрају вредним поштовања док не докажу другачије. Куртезије које показују поштовање могу укључивати једноставне речи и изразе као што су „ Хвала “ на западу или „ Намасте “ на индијском потконтиненту или једноставне физичке знакове попут благог наклона, осмеха, директног контакта очима или једноставног стискања руке ; међутим, ти поступци могу имати веома различита тумачења, зависно од културног контекста.

## Знакови и други начини исказивања поштовања

### Језик
Поштовање је осећај дубоког дивљења према некоме или нечему што потиче због његових способности, квалитета и достигнућа.
Почасност је реч или израз (често изговор) који показује поштовање када се користи у обраћању или позивању на особу или животињу.
Обично се почасти користе за другу и трећу особу; употреба за прву особу је ређа. Неки језици имају анти-хонорифичне облике прве особе (попут „вашег најнизамијег слуге“ или „ове недостојне особе“) чији је ефекат унапређење релативне части коју приписује друга или трећа особа.
На пример, омаловажавајуће је не употребљавати пристојан језик и почасти када разговарате на јапанском са неким који има виши социјални статус.
У Кини се сматра непристојним некога звати именом, осим ако је особа позната дужи временски период. У ситуацијама везаним за посао, људи се обраћају једни другима по наслову. Код куће се људи често позивају по надимцима или појмовима сродства. У кинеској култури појединци се често обраћају својим пријатељима као јуниорима и сениорима, чак и ако су само неколико месеци млађи или старији. Када Кинези питају за нечију старост, они то често раде како би знали како да се тој особи обрате.

### Физичке гесте
У исламским културама широм света постоји много начина да се искаже поштовање према људима. На пример, препоручује се пољубац у руке родитеља, бака, дедова и наставника. Такође, у казивањима Мухамеда, каже се да ако особа гледа лица родитеља и учитеља са осмехом, Алах ће је сигурно наградити успхом и срећом.
У Индији је уобичајено да се из поштовања, када стопало неке особе случајно додирне књигу или било који писани материјал (који се сматра манифестацијом Сарасвати, богиње знања) или ногу друге особе, следи извињење у облику гесте једне руке (Пранама) десном руком, при чему преступник прво додирује предмет врховима прстију, а потом челом и/или грудима. Ово такође важи за новац, који се сматра манифестацијом богиње богатства Лакшми. Пранама или додир стопала у индијској култури знак је поштовања. На пример, када дете поздравља своје баке и деке, оно типично додирује својим рукама њихова стопала. У индијској култури верује се да су стопала извор снаге и љубави.
Многе гесте или физичка дела која су честа на Западу могу се сматрати непоштовањем у Јапану. На пример, не треба директно показивати на некога. Када се неко поздравља или им се захваљује, може се сматрати увредљивим ако се особа нижег статуса не сагне ниже од особе са вишим статусом. Трајање и ниво сагињања зависи од многих фактора као што су старост и статус. Неки знакови физичког поштовања односе се само на жене. Ако жена не носи козметику или грудњак, могуће је да ће она бити сматрана непрофесионалном или ће други помислити да је не занима статус.

## Кина

### Кинеска култура
За разлику од јапанске културе, у кинеској култури није неопходно да се људи клањају једни другима као поздрав или гест за растанак. Клањање је углавном резервисано као знак поштовања према старијима и прецима. При клањању стављају песницу десне руке у длан леве у нивоу стомака. Што је дубљи наклон, то показују више поштовања.
У кинеској култури нема много учешћа физичког контакта, посебно у погледу пословних односа, јер се то може посматрати као превише лежерно, дакле неучтиво. Сматра се непристојним пљеснути, тапшати или стављати руку око рамена другог. Међутим, наклоност у истополним пријатељствима у источној Азији је много израженија него на Западу. Пријатељи истог пола ће се често видети са рукама једни око других, држећи се за руке и са другим знацима физичке наклоности.
Клањање, или клечање и поклањање тако дубоко да чело додирује под, практикује се током богослужења у храмовима. Поклањање је моћан гест резервисан углавном за одавање почасти мртвима или одавање дубоког поштовања у храму.
Многи кодекси понашања се врте око тога да млади људи показују поштовање према старијим људима. Поштовање родитеља је главни пример врлине поштовања својих предака, породице и старијих. Као и у многим културама, од млађих Кинеза се очекује да се повинују старијим људима, да им дозволе да први говоре, да седну за њима и да им не противрече. Понекад када старија особа уђе у собу, сви устају. Људи се често представљају од најстаријих до најмлађих. Често ће се млађи људи потрудити да отворе врата својим старијима и да не прекрсте ноге пред њима. Што особа постаје старија, то очекује да буде третирана са више поштовања.

## Поштовање као културна вредност

### Аутохтона америчка култура
У многим аутохтоним америчким друштвима поштовање служи као важан концепт који се вреднује у аутохтоној америчкој култури. Поред цењења или уважавања, поштовање се посматра као морална вредност која поучава аутохтоне појединце о њиховој култури. Ова морална вредност се третира као процес који утиче на учешће у заједници и такође помаже појединцима да се развију и интегришу у заједницу своје културе. Вредност поштовања се учи у детињству, јер је процес учешћа деце домородачке заједнице и учења о њиховој заједници важан аспект културе.
Поштовање као облик понашања и учешћа је посебно важно у детињству, јер служи као основа како се деца морају понашати у својој заједници. Деца се баве зрелим активностима као што су кување за породицу, прање и чишћење куће, брига о вршњацима одојчади и рад на усеву. Аутохтона деца уче да своје учешће у овим активностима виде као израз поштовања. Кроз овакав начин учешћа у активностима поштовања деца не само да уче о култури већ је и практикују.